# 十三夜 (鈴木雅之の曲)
「十三夜」（じゅうさんや）は、2012年10月3日にリリースされた鈴木雅之の37枚目のシングル。

## 解説
2012年のコラボレートシングル三部作完結編。さだまさしの書き下ろしによるバラード。カップリングは前2作同様コラボ・パートナーの楽曲のカバーで「道化師のソネット」収録。
初回限定盤には封入チラシ（『十三夜』発売記念"ミニライブ&握手会"参加券封入）が入っており、2012年10月8日にラゾーナ川崎ルーファ広場グランドステージにて開催された「鈴木雅之ニューシングル『十三夜』発売記念"ミニライブ&握手会"」に参加できた。
2013年5月3日、TBS系列「A-Studio」に鈴木がゲスト出演、「十三夜」を披露。その際、司会の笑福亭鶴瓶が感動の涙を流した。そして番組の放送直後から「十三夜」に関する問合せが殺到。歌詞検索サイト「歌ネット」では放送終了後から検索ランキングが急上昇し、リアルタイムランキングで圏外からいきなり2位にランクインした。Yahoo!の急上昇検索ワードランキングでも「十三夜」が4位に急上昇（2013年5月4日 0時20分更新）する等、大きな話題となった。
さだ自身も、後にアルバム『第二楽章』にてセルフカバーした。

## 収録曲
| 全作詞・作曲: さだまさし、全編曲: 武部聡志。 |                             |            |            |      |
| #                                            | タイトル                    | 作詞       | 作曲・編曲 | 時間 |
| 1.                                           | 「十三夜」                  | さだまさし | さだまさし | 4:56 |
| 2.                                           | 「道化師のソネット」        | さだまさし | さだまさし | 4:50 |
| 3.                                           | 「十三夜 〜Instrumental〜」 | さだまさし | さだまさし | 4:53 |
| 合計時間:                                    | 合計時間:                   | 14:39      |            |      |